# Castillo de Otranto
El castillo de Otranto es la fortaleza de la ciudad de Otranto, en Apulia, en la provincia de Lecce. El castillo, que dio su nombre a la primera novela gótica de la historia, es parte del entramado defensivo de la ciudad junto con las murallas. 

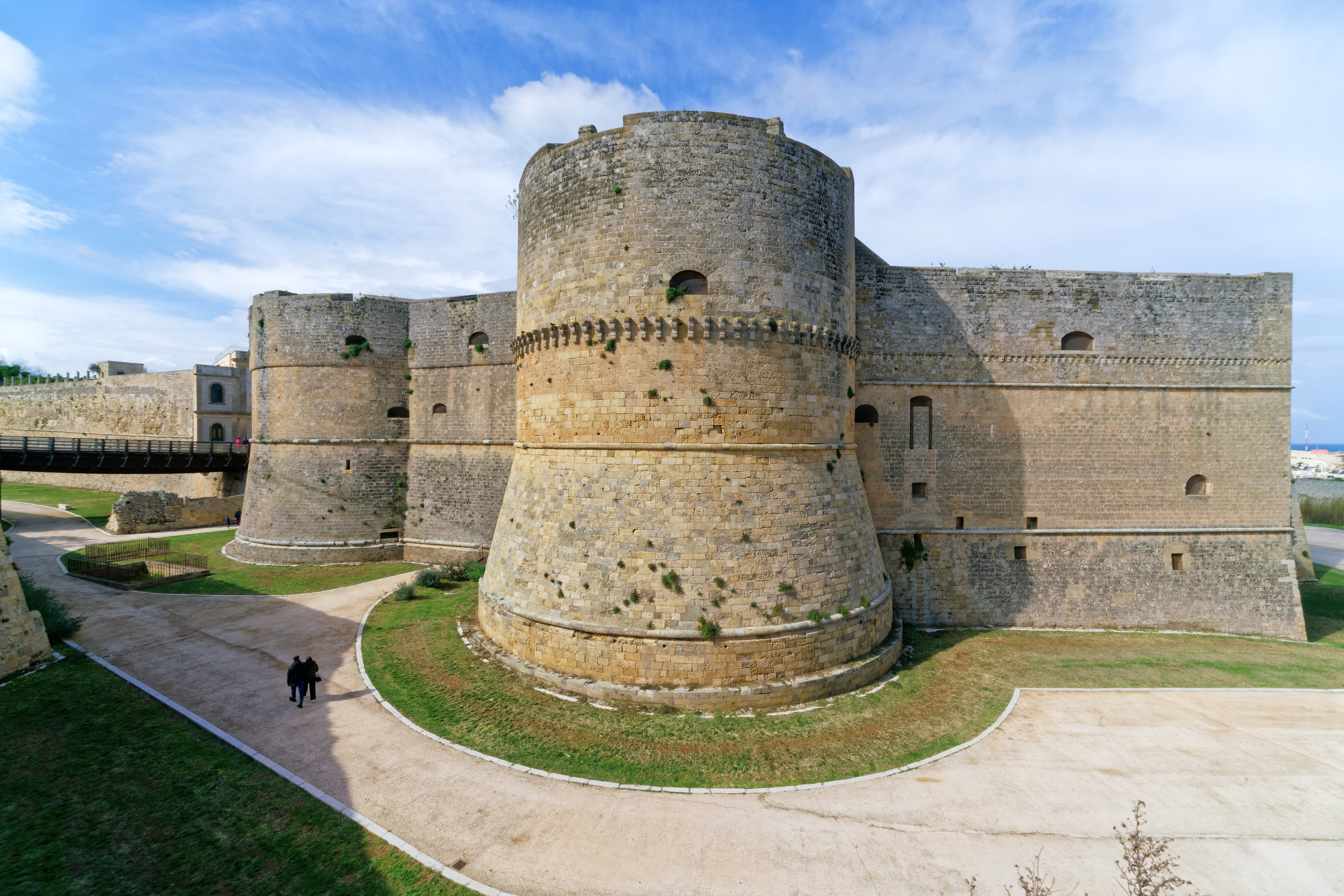
Vista general del castillo

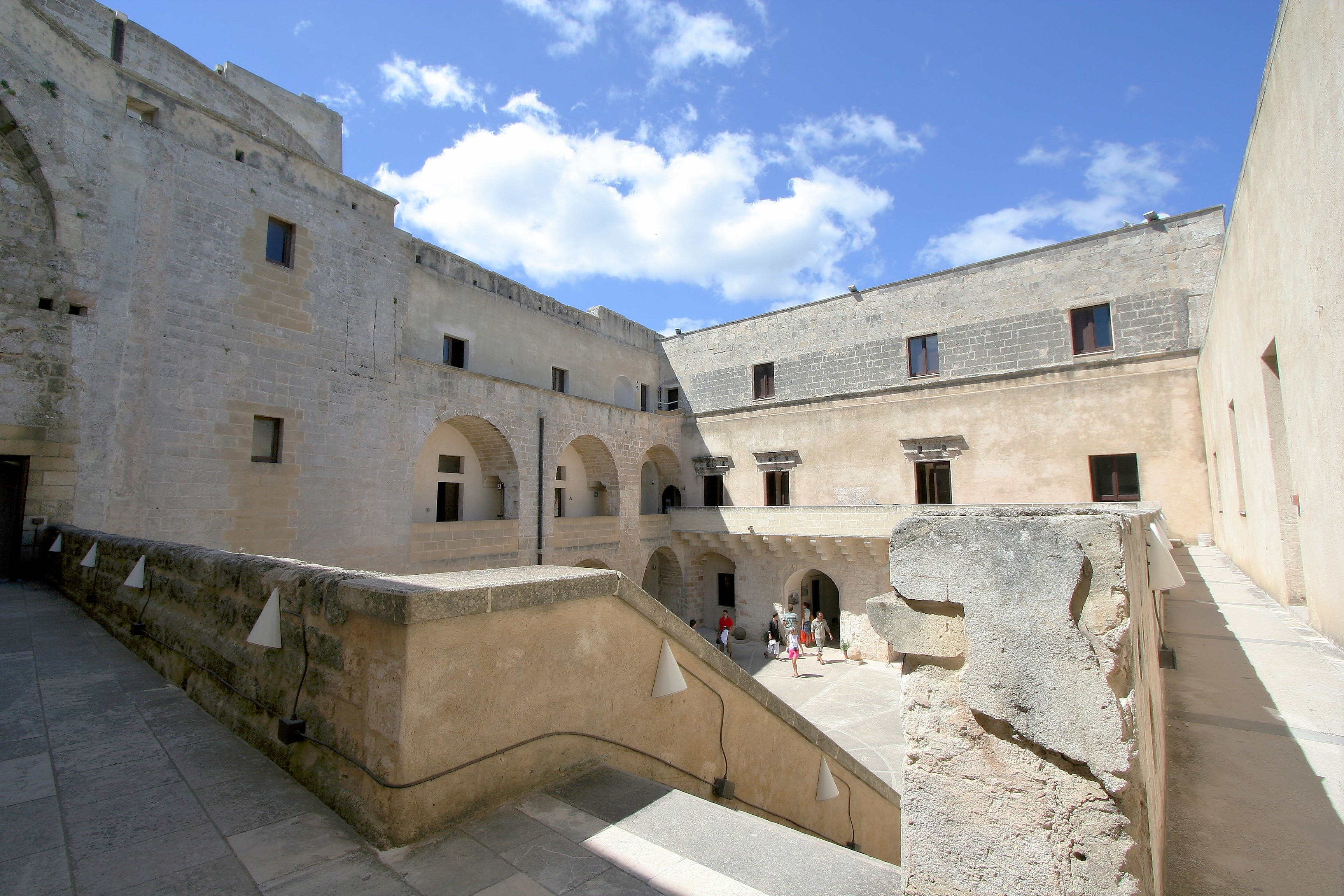
Interior del castillo

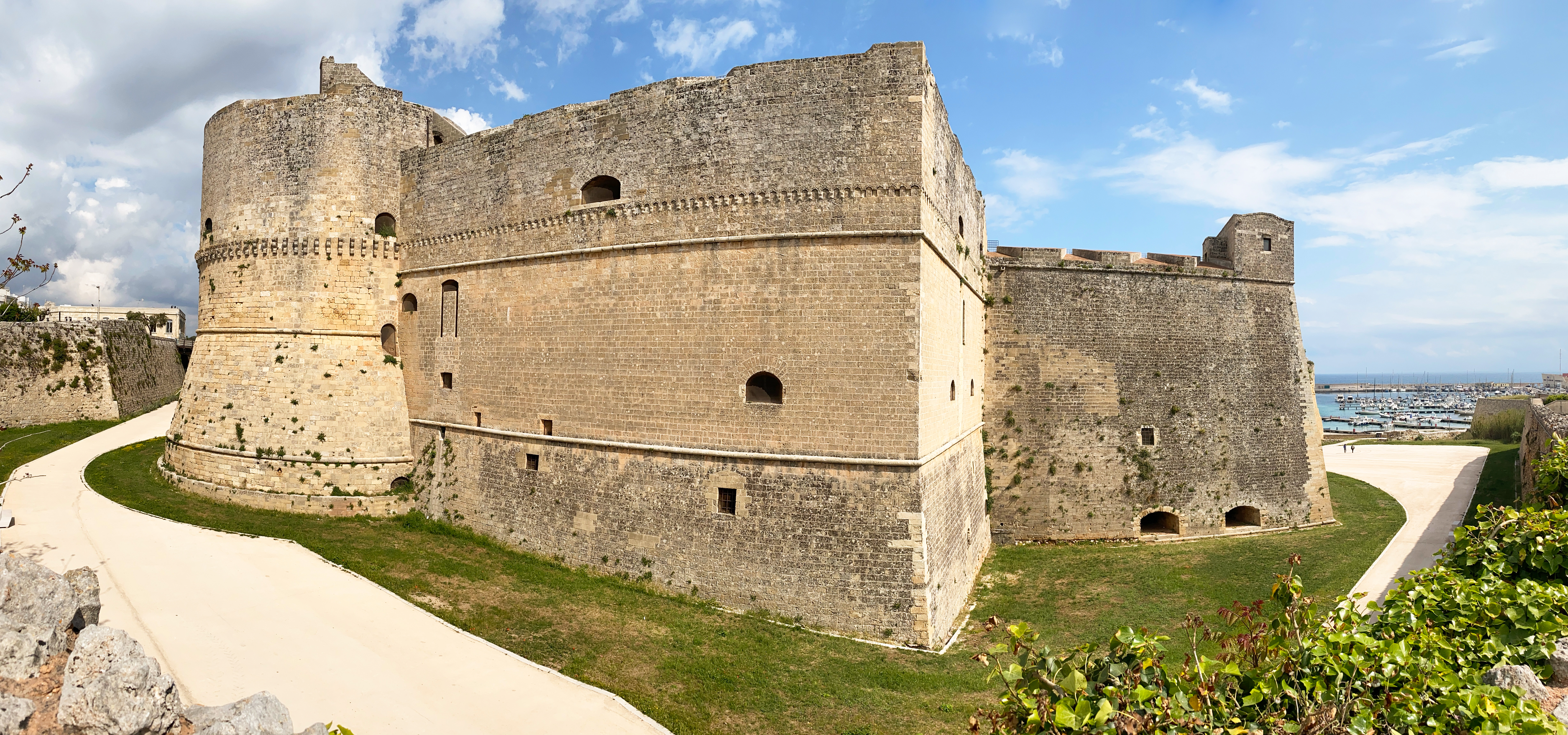
Otra vista del exterior del castillo

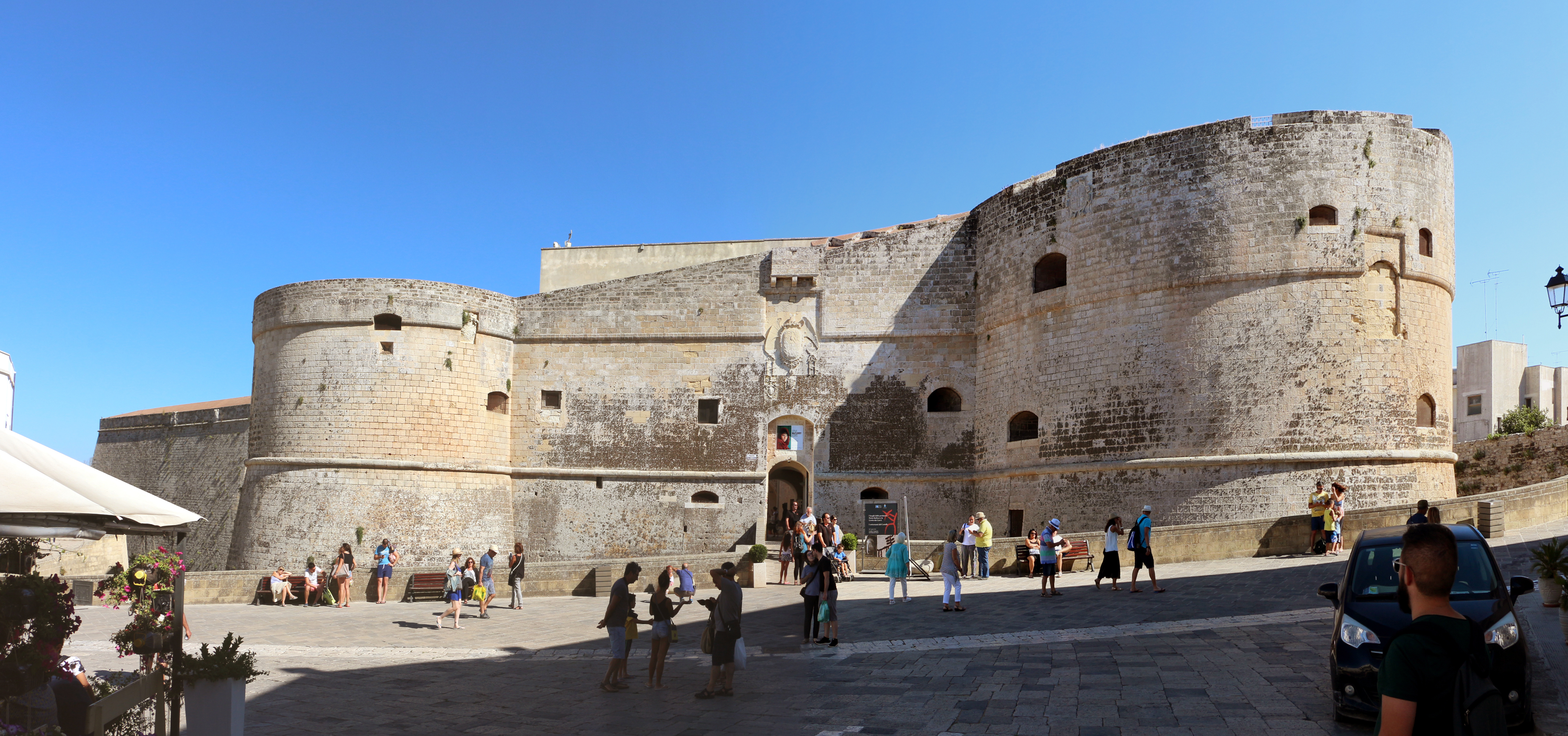
Fachada por la parte de la entrada

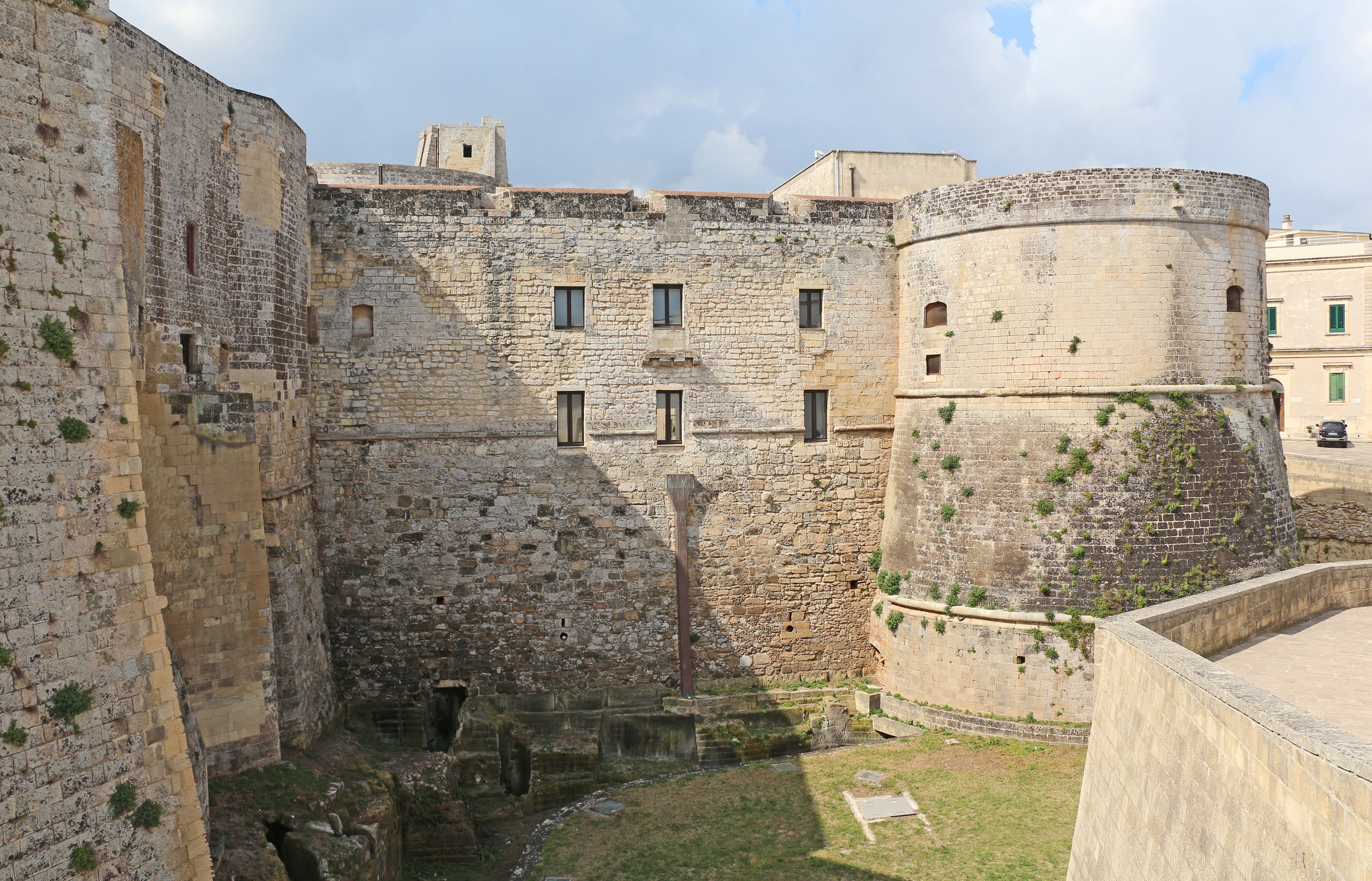
Exterior y foso desde la muralla de Otranto

## Historia
Importante cabeza de puente con oriente, la ciudad de Otranto ha dispuesto desde la antigüedad de un sistemas defensivo de muralla y castillo o ciudadela, que ha ido cambiando y modificándose a lo largo de la historia. En el caso del castillo ha visto el dominio de bizantinos, normandos, sacro imperio, franceses, aragoneses, turcos y españoles hasta el siglo XVIII. Ya en el siglo XI, la ciudad estaba equipada con un fuerte que resultó gravemente dañado en el asedio sufrido en 1067, pero reparado y mejorado unos años más tarde por el caballero normando Roberto Guiscardo. De la reconstrucción promovida en 1228 por el emperador Federico II Hohenstaufen quedan rastros de una torre cilíndrica, englobada en el bastión y en la cortina del noreste de la muralla del castillo. Del análisis del subsuelo se deduce que el castillo original se diseño de planta central cuadrangular, y esquinas con torres cilíndricas.
Después de sitio y toma de Otranto en 1480 por los tucos, la ciudadela fue renovada por Alfonso de Aragón, duque de Calabria. A finales del siglo XV, cuando Otranto se cedió a los venecianos, la estructura se mejoró aún más con la creación de espacios para artillería. De la época aragonesa, solo quedan una torre y parte de los muros. En entonces era de planta trapezoidal con cuatro torres circulares en las esquinas.
El aspecto actual de la ciudadela se debe en gran medida a una rectificación general y a las obras de finales del siglo XV a partir de un proyecto de Francesco di Giorgio Martini, quien renovó toda la muralla y adaptó la puerta Alfonsina ( ya rehecha diez años antes). Posteriormente los virreyes españoles lo convirtieron en una auténtica obra maestra de la arquitectura militar, creando extraordinarias obras de defensa encargadas en 1535 por don Pedro de Toledo, cuyo escudo se preside la puerta de entrada y el muro exterior. Los dos baluartes poligonales añadidos en 1578 en el lado que mira al mar incorporaron el baluarte aragonés preexistente. A mediados del siglo siguiente, Giovan Francesco Saponaro (de Lecce) recibió el encargo de reforzar aún más el castillo.
En el siglo XIX, perdida la función defensiva, la ciudadela fue remodelada: el foso se rellenó, la  plaza adyacente se pavimentó  y el interior se modificó para albergar dependencias municipales. Las obras de 1958 redescubrieron el foso. Actualmente, la ciudadela alberga dos exposiciones permanentes, a modo de museo, sobre la prehistoria e historia de Otranto. También se usa como lugar de exposiciones temporales.

## Descripción

### Exterior y fachada
El Castillo tiene hoy planta pentagonal, rodeado por un gran foso y marcado por cuatro torres, tres circulares y un baluarte a modo de punta de lanza que mira hacia el puerto de la ciudad; la fachada principal da a la ciudad vieja. Se accede a él por un puente que salva el foso, hoy con arco de piedra y tarima de madera, probablemente en su origen tipo puente levadizo. La entrada conduce directamente al atrio de la planta baja, correspondiente al engrosamiento de la fachada realizado en el siglo XVI. La capilla situada inmediatamente a la derecha de la entrada conserva restos de frescos y contiene varias cornisas de piedra de Lecce y epígrafes, entre ellos los de la tumba de doña Teresa De Azevedo, fallecida el 23 de febrero de 1707, a la que su marido, don Francesco de la Serna e Molina, señor del castillo en aquella época, dedicó un epígrafe en el que la describía como «ejemplo de modestia, diosa de la belleza, modelo de honestidad, vástago de héroes españoles».

### Interior
El castillo está organizado en dos plantas accesibles circundando el patio. Las instalaciones internas, reformadas en el siglo XX, están cubiertas por bóveda de estrellas, sin rastro de elementos constructivos de épocas anteriores. Existen dos salas de forma triangular y rectangular: la primera de mediados del siglo XVI, cuando se agregó el bastión entre las dos torres cilíndricas.
Se desarrolla un sistema de túneles, galerías y pequeños ambientes subterráneos bajo la planta: estos son entornos de gran valor histórico, que han permanecido sin cambios desde su construcción, que se remontan a la primera planta de finales del XV. En estas espacios es fácil reconocer las diferentes fases en la construcción del castillo.

### Terrazas y torres cilíndricas
Por una escalera se llega a las terrazas, que reflejan en términos generales la posición y distribución de la planta baja. Desde el primer nivel se accede a las tres torres cilíndricas situadas en las esquinas del castillo: en su interior hay estancias circulares, cubiertas por bóvedas semiesféricas, en las que se colocaban bombardas y cañones. En estas salas es posible presenciar un interesante fenómeno acústico que permite amplificar voces y sonidos.
La cubierta está recorrida por adarves, protegidos por muros de gran espesor y huecos para la colocación de cañoneras. Tanto en las cortinas exteriores como en el interior del atrio (patio) se encuentran algunos escudos heráldicos de soberanos y nobles protagonistas de la historia del Castillo. En el bastión se encuentran esculpidos los escudos de armas de la familia de Mendoza (de un Antonio de Mendoza) y de  Pedro de Toledo, que fuera virrey de Nápoles, y la puerta de acceso está rematada con el escudo del emperador Carlos I de España.

## En la literatura
El castillo de Otranto inspiró la primera novela gótica de la historia, The Castle of Otranto, de Horacio Walpole (1764) y el libreto de una ópera bufa, el Barón d'Otranto (1769) de Voltaire.